# Spondias mombin
El hobo, jobo o yunplon (juneplum) o mango papaya (Spondias mombin) es una especie fanerógama de árbol en la familia Anacardiaceae. Es nativa de América tropical, incluyendo las Indias Occidentales. Se ha naturalizado en partes de África, India, Indonesia. Raramente se cultiva. La fruta, grande, tiene una cáscara correosa y una fina capa de pulpa, que puede tanto comerse fresca, o hecha zumo, concentrado, en gelatinas , y en sorbetes. En Surinam se la usa en medicina tradicional, pues la infusión de las hojas se usa como tratamiento ocular de inflamación, diarrea, venéreas. La semilla posee un contenido graso de 31,5%.

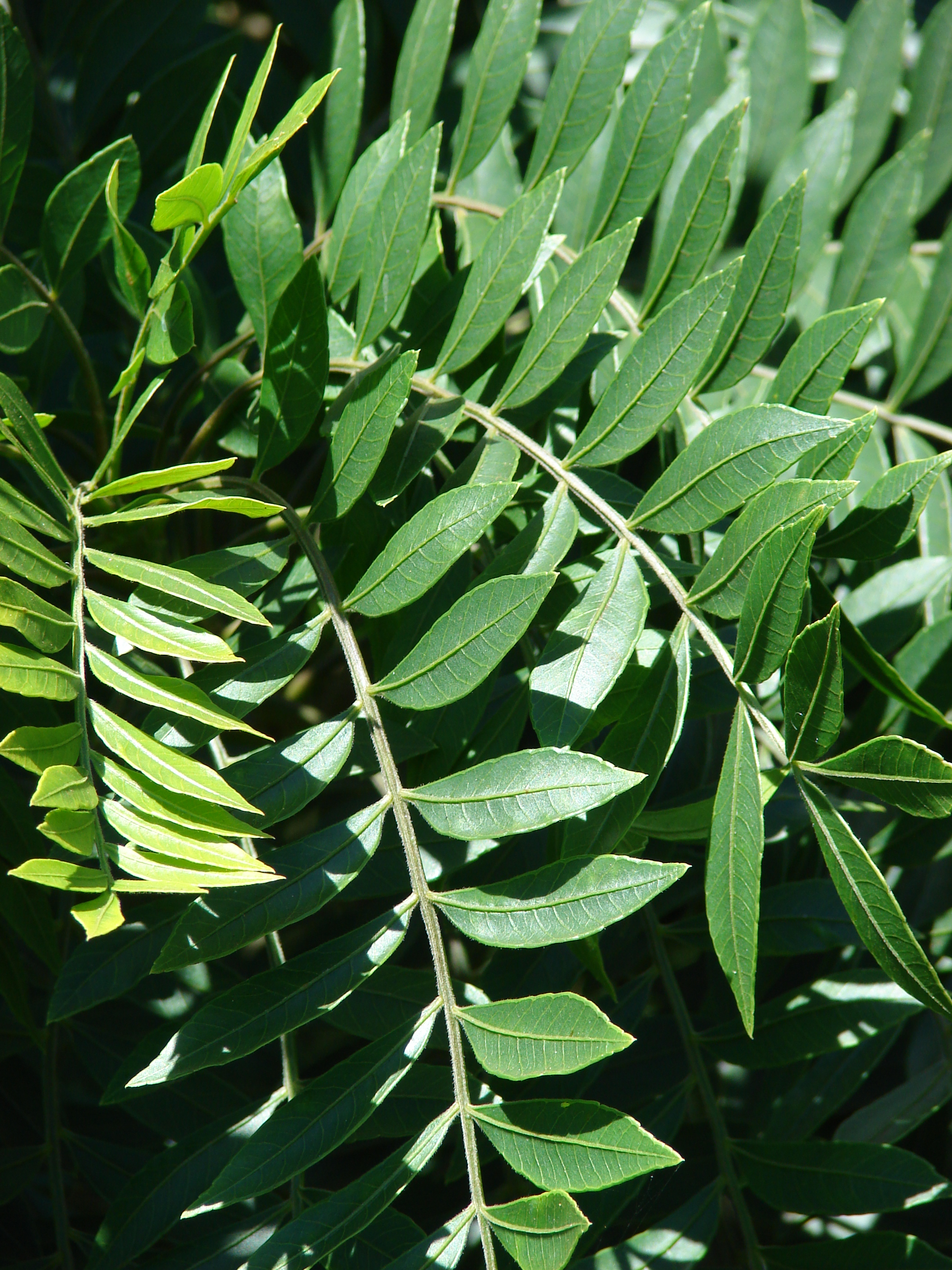
Hojas.

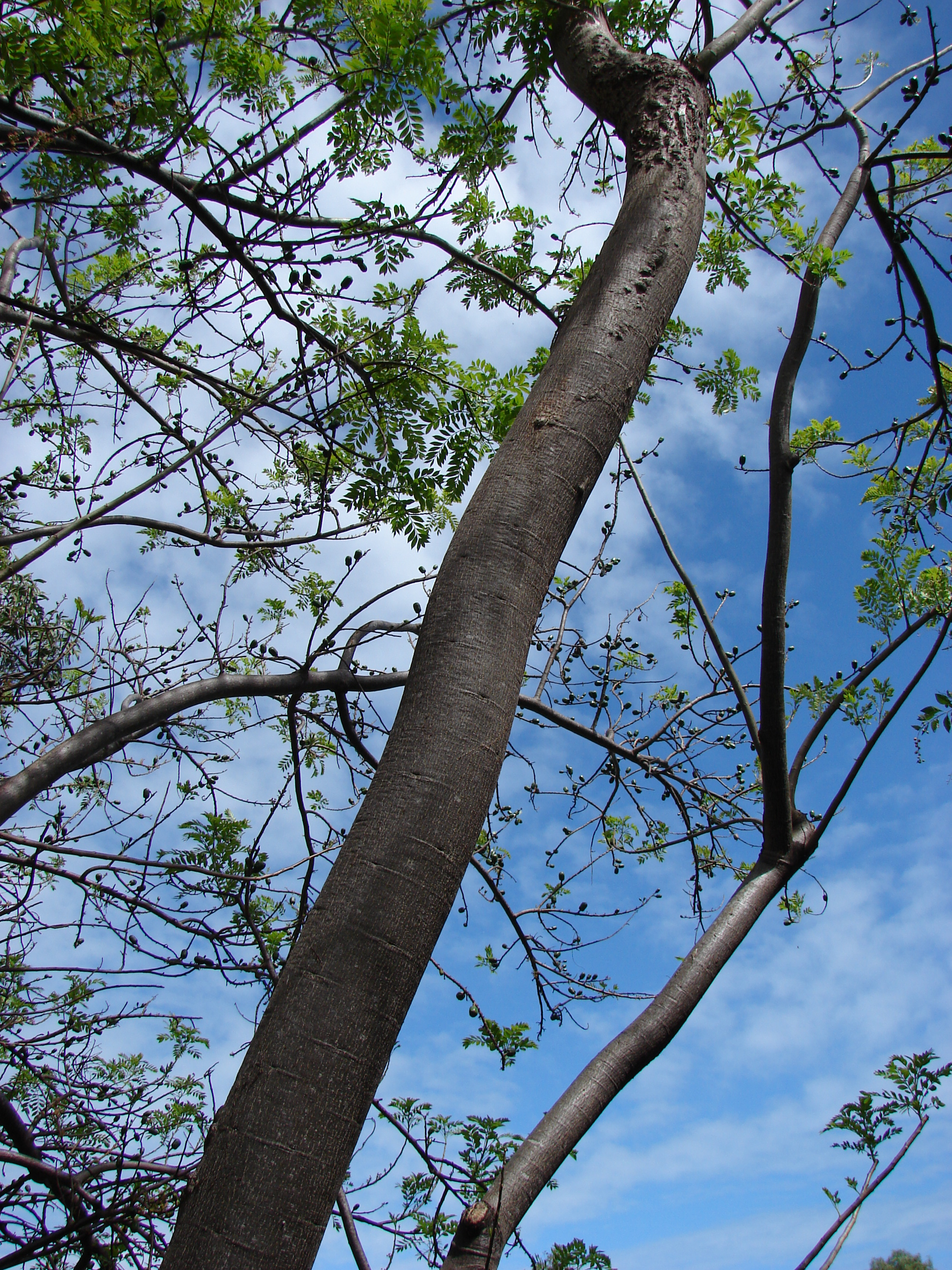
Vista del tronco de un Spondias purpurea.

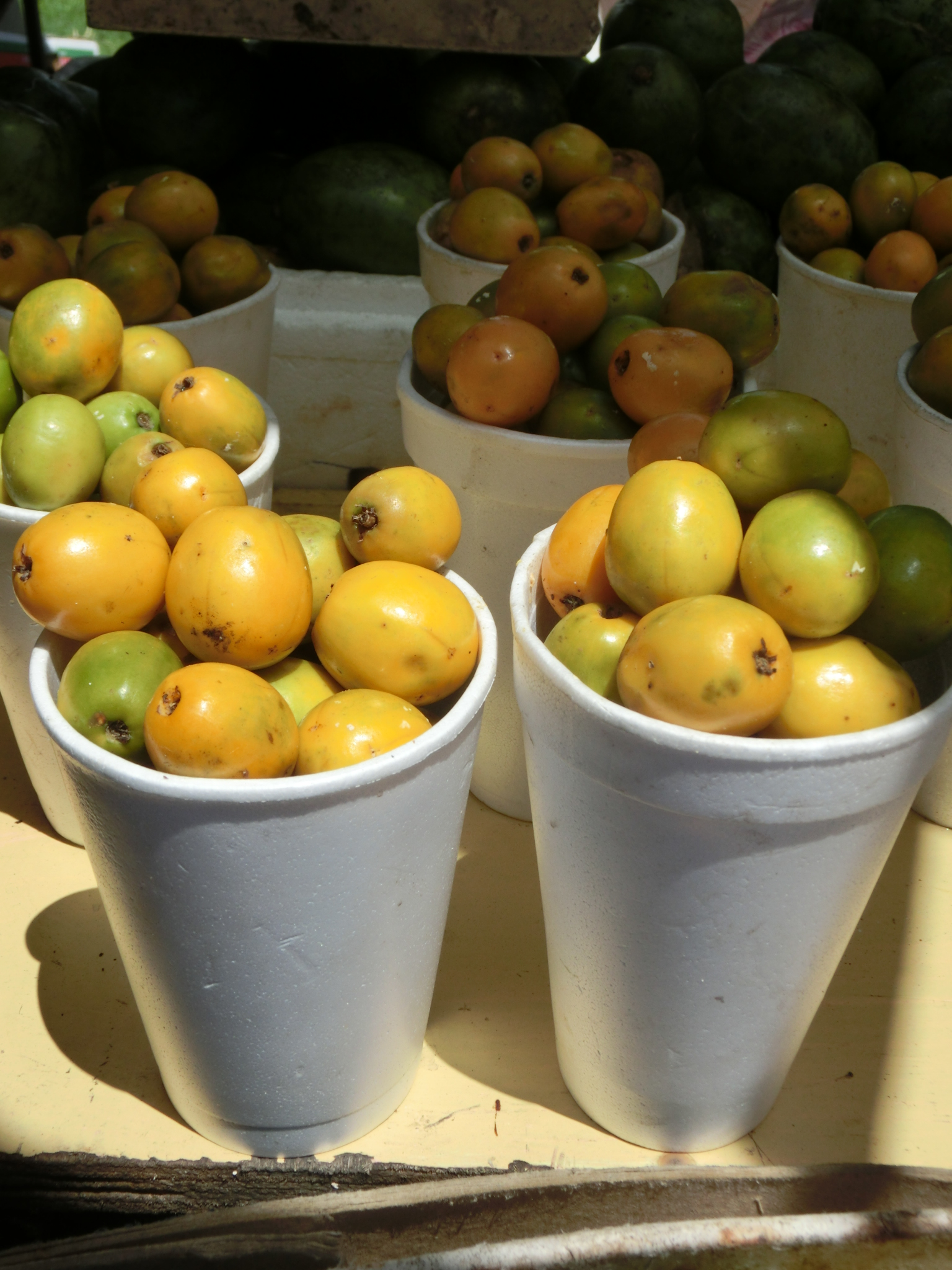
Frutos.

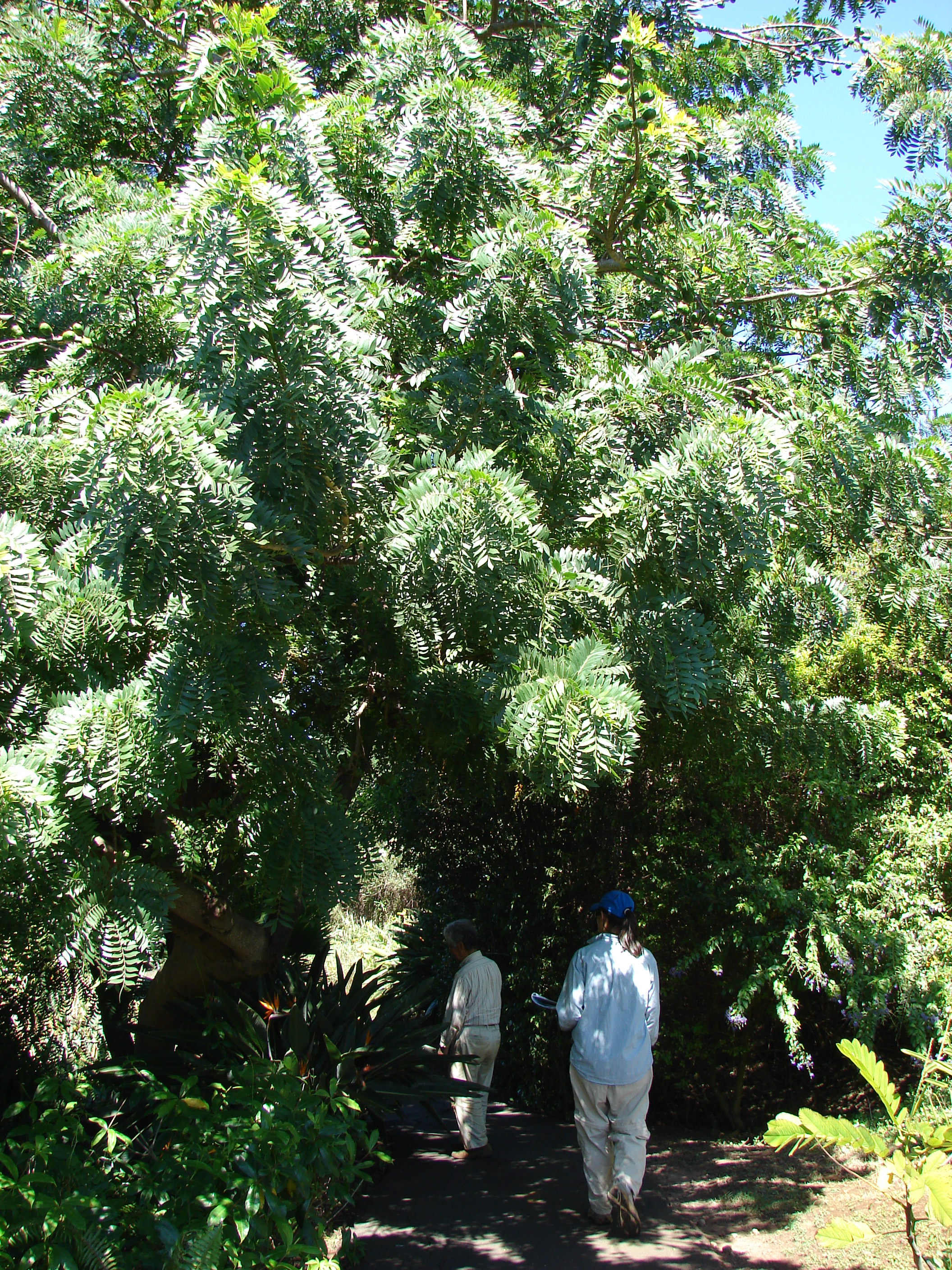
Vista del árbol.

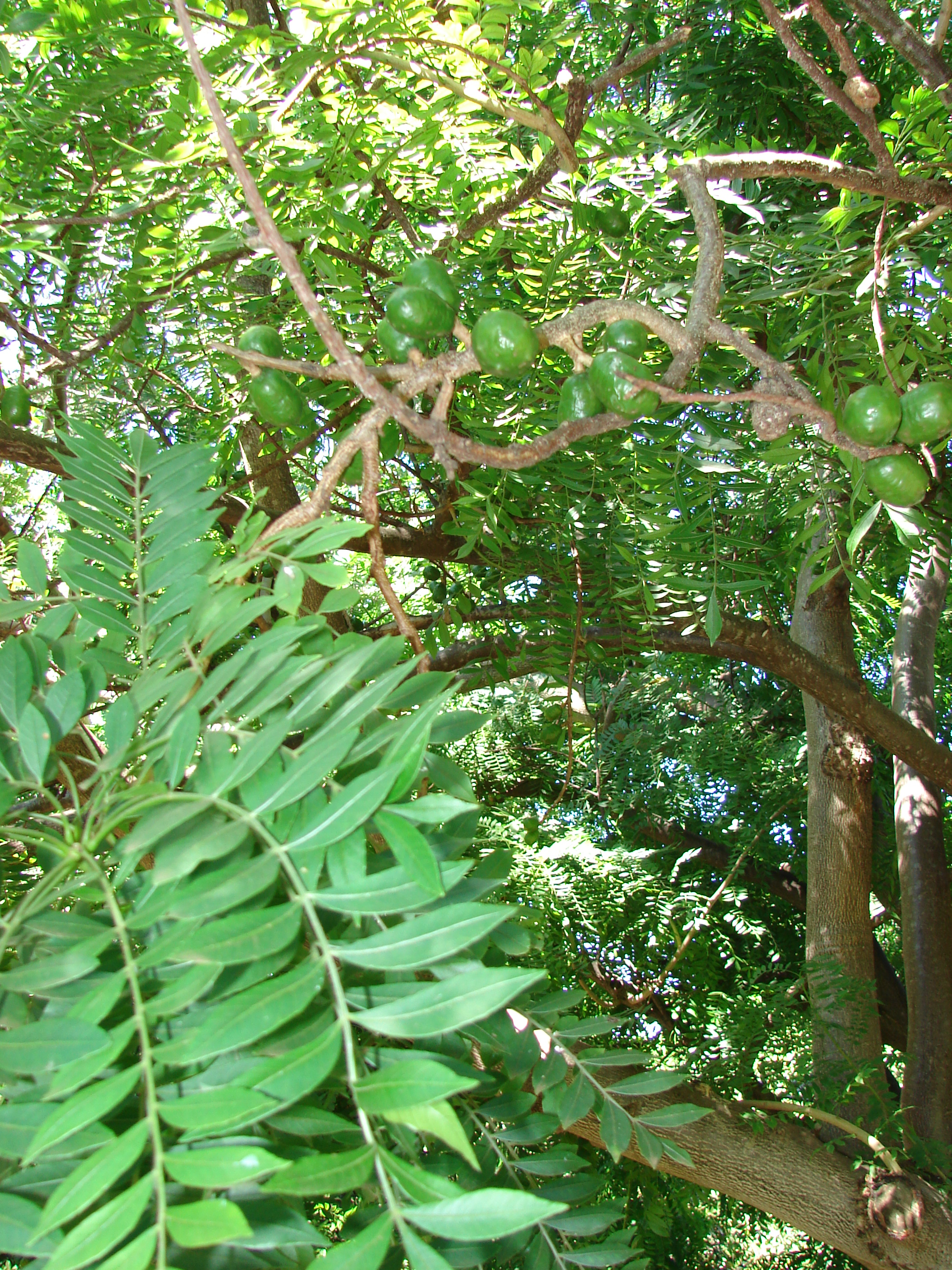
Hojas.

## Descripción
Son árboles de tamaño mediano a grande, que alcanzan alturas de hasta 25 m de alto y 60 cm de ancho, corteza exterior café o gris, frecuentemente áspera con crestas longitudinales, proyecciones espinosas suberosas frecuentemente presentes, corteza interna rosado-anaranjada, tricomas blancos, generalmente rectos, erectos, hasta 0.2 mm de largo. Hojas 18–43 cm de largo, 7–15-folioladas; folíolos estrechamente oblongos, a veces estrechamente ovados, lanceolados o elípticos, algo falcados, asimétricos, 6–15 cm de largo y 3–5 cm de ancho, ápice acuminado u ocasionalmente agudo, base truncada u obtusa, oblicua, margen entero o a veces subentero (en las plántulas, los primeros folíolos ensanchados crenados a serrados), haz glabra, envés glabro excepto los nervios principal y secundarios a veces pubescentes, cartáceos u ocasionalmente subcoriáceos, nervio principal apenas prominente en la haz, prominente en el envés, nervios secundarios 8–20 pares, apenas prominentes a ligeramente impresos en la haz, prominentes en el envés; pecíolo 4–13.5 cm de largo, glabro a pubescente, raquis 7.1–25 cm de largo, escasamente pubescente, peciólulos glabros o pubescentes, los laterales 3–10 mm de largo, el terminal 14–40 mm de largo. Inflorescencia subterminal de muchas flores, 15–60 cm de largo, generalmente pubescente, ocasionalmente glabra, pedúnculo 1–10 cm de largo, brácteas lanceoladas a ovadas, 0.4–0.6 mm de largo, pedicelos 2–4.5 mm de largo; sépalos deltados, 0.4–0.6 mm de largo; pétalos lanceolados, 2.5–3.2 mm de largo, apicalmente cuculados, de color crema o blancos; filamentos 2–2.7 mm de largo, anteras 1 mm de largo; pistilo 1.3–1.6 mm de largo, ovario esencialmente ovoide, 0.6 mm de largo, estigmas oblicuos. Fruto oblongo o menos frecuentemente elipsoide o ligeramente ovoide-oblongo, 2–4 cm de largo, ápice obtuso a redondeado (fresco o seco), amarillo o anaranjado cuando maduro. Su sabor es sumamente ácido. 

## Alimentación
En México su uso es principalmente en jugos,dulces y también se usa al mezclar aguardiente o tequila al dejár reposar unos días queda el sabor.
En Costa Rica se emplea como ingrediente de cocina, por ejemplo, cuando está verde el yuplón se divide en porciones con el fin de comerle con sal; por el contrario, cuando está madura, se le elimina la cáscara y se puede morder hasta llegar a la semilla, otras personas deciden suavizarla en miel de dulce o panela.
En Venezuela  su pulpa madura puede usarse en la elaboración de jugos, licores o cocteles.

## Usos
Como uso medicinal se encontró que en las regiones del Orinoco mayormente en Venezuela, a partir del cocimiento de la corteza se hacen baños el cual es útil para cicatrizar heridas. Se data que en 1579 los indígenas de la ciudad de Maracaibo, con el cocimiento de las hojas, los usaban para curar llagas y heridas e incluso anticonceptivo. 
Los indígenas tikuna de la Región Amazónica de Colombia tomaban la decocción de las hojas y la corteza en raciones para los fuertes dolores del parto, en baños para la curación de heridas, si la mujer Tikuna se toma esta decocción al día siguiente del alumbramiento de su hijo quedará estéril, también usan la decocción de la corteza para los pies cansados.

En los Llanos Orientales de Colombia el consumo de los frutos (jobo/yoyomo) como alimento es amplio, por el hombre y por la fauna, en época de verano los frutos son consumidos por el ganado, son muy apetecidos por el chácharo o pecarí (tayassu spp.). En las largas travesías de los conquistadores españoles en época colonial (siglo XVII) saciaban la sed tomando la savia de las raíces de este árbol. 
En el norte y noroeste del Perú, su tronco es usado en la elaboración de contrachapado.

## Taxonomía
Spondias mombin fue descrito por Carlos Linneo y publicado en Species Plantarum 1: 371. 1753.
Sinonimia
- Mauria juglandifolia Benth. ex Engl.
- Spondias aurantiaca Schumach. & Thonn.
- Spondias axillaris Roxb.
- Spondias cythera Tussac
- Spondias dubia A. Rich.
- Spondias graveolens Macfad.
- Spondias lucida Salisb.
- Spondias lutea L.
- Spondias lutea Royen ex Blume
- Spondias lutea var. glabra Engl.
- Spondias lutea var. maxima Engl.
- Spondias oghigee G. Don
- Spondias pseudomyrobalanus Tussac[4]

## Nombres comunes
Tiene varios nombres comunes, el más conocido hobo (derivado del idioma caribe). En El Salvador jobo, jocote jobo, jocote y jocote de corroncha o de pava. Cajá en Brasil, ubos o mango ciruelo en Perú y hobo o ciruela en Colombia. En San Andrés Islas se le conoce como Hogplum o Juneplum. En los departamentos amazónicos de Bolivia se conoce como cedrillo. En el Oriente venezolano también se le llama ciruela joba o jobito. En República Dominicana se le conoce con el nombre de jobo. En Cuba se llama ciruelo o cirolero agrio o amarillo. En el área caribeña se lo conoce como yellow mombin o hog plum, en Jamaica Spanish plum o gully plum. En Costa Rica se le conoce como Yuplón. En México se le llama ciruela, ciruela amarilla, Yoyomo, jobo o jobito.
En Paraguay se le llama Mango ro'y (mango invernal) por el color amarillo y porque da frutos en invierno 
En Ghana, es hog plum o Ashanti plum. En Nigeria, su fruta es iyeye en el idioma yoruba, ngulungwu en idioma igbo y isada en idioma hausa.
En idioma asamés: omora.
El nombre de la ciudad de Bangkok, Tailandia se cree que derive de makok (มะกอก), el nombre en idioma tailandés para la fruta de S. mombin.